# 新疆生产建设兵团第四师七十九团
新疆生产建设兵团第四师七十九团是中华人民共和国新疆生产建设兵团第四师下辖的一个团。

## 行政区划
新疆生产建设兵团第四师七十九团下辖以下单位：
团部、二连、三连、五连、牛场、羊场和一连。